# محوطه خرچاک
محوطه خرچاک مربوط به عصر آهن دو و III است و در شهرستان رودبار، بخش عمارلو، روستای کلیشم واقع شده و این اثر در تاریخ ۱۹ مرداد ۱۳۸۴ با شمارهٔ ثبت ۱۲۸۳۳ به‌عنوان یکی از آثار ملی ایران به ثبت رسیده است.